# 孔琳之
孔琳之（こう りんし、369年 - 423年）は、東晋から南朝宋にかけての官僚・書家。字は彦琳。本貫は会稽郡。

## 経歴
孔廞の子として生まれた。文章を好み、音律を解し、楽器を演奏し、囲碁を打つことができ、特に草書と隷書を得意とした。会稽郡により主簿に任命されたが、就任しなかった。後に会稽国常侍として召された。元興元年（402年）、桓玄が政権を掌握して太尉となると、琳之はその下で西閤祭酒となった。桓玄が銭貨を廃止して穀物や布帛で代用させる政策を打ち出すと、琳之はこれに反対論を述べた。また桓玄が肉刑の復活についての議論を起こすと、琳之はやはりこれに反対した。桓玄におもねらなかったため、重用されず、楚の員外散騎侍郎にとどまった。母が死去したため、辞職して喪に服した。喪が明けると、司徒左西掾となったが、父の孔廞が致仕すると自ら辞職した。司馬休之が会稽国内史・後将軍となると、琳之はその下で後軍長史となった。父が死去したため、辞職して喪に服した。喪が明けると、太尉主簿となった。尚書左丞・揚州治中従事史・尚書吏部郎を歴任した。
義熙6年（410年）、劉裕が平西将軍を兼ねると、琳之はその下で平西長史となった。琅邪王司馬徳文の下で大司馬従事中郎となった。さらに劉裕の下で平北長史や征西長史を歴任し、侍中に転じた。宋が建てられると、宋の侍中に任じられた。呉興郡太守として出向したが、公務上の失敗により免官された。
永初2年（421年）、御史中丞となった。法に対して厳正で剛直であり、尚書令の徐羨之を弾劾してみせたことで、官僚たちに恐れられた。さらに揚州大中正を兼ね、祠部尚書に転じた。景平元年（423年）、死去した。享年は55。太常の位を追贈された。
子の孔邈は揚州治中従事史に上った。

## 伝記資料
- 『宋書』巻56 列伝第16
- 『南史』巻27 列伝第17